# Гаркавий Юрій Васильович
Ю́рій Васи́льович Гарка́вий — український військовослужбовець, підполковник Збройних сил України, командир 425-го окремого штурмового полку «Скала». Герой України (2025).

## Життєпис
Народився 1989 року.
Свій позивний «Скала», або «Скеля», отримав через схожість на актора Дуейна «Скелю» Джонсона.
У кінці вересня 2024 у чині підполковника командував 425 ОШБ «Скала». Брав участь в обороні на Покровському напрямку.

## Нагороди
- Звання Герой України з удостоєнням ордена «Золота Зірка» (20 січня 2025) — за особисту мужність і героїзм, виявлені у захисті державного суверенітету та територіальної цілісності України, самовіддане служіння Українському народові[4].
- орден Данила Галицького (17 квітня 2024) — за особисту мужність і самовідданість, виявлені у захисті державного суверенітету та територіальної цілісності України[5].
- орден Богдана Хмельницького I ступеня (3 вересня 2023) — за особисту мужність і самовіддані дії, виявлені у захисті державного суверенітету та територіальної цілісності України[6].
- орден Богдана Хмельницького II ступеня (20 червня 2022) — за особисту мужність і самовіддані дії, виявлені у захисті державного суверенітету та територіальної цілісності України, вірність військовій присязі[7].
- орден Богдана Хмельницького III ступеня (24 березня 2022) — за особисту мужність і самовіддані дії, виявлені у захисті державного суверенітету та територіальної цілісності України, вірність військовій присязі[8].